# Glossophaga
Glossophaga é um género de morcegos da família Phyllostomidae.

## Espécies
- Glossophaga commissarisi Gardner, 1962
- Glossophaga leachii (Gray, 1844)
- Glossophaga longirostris Miller, 1898
- Glossophaga morenoi Martínez e Villa, 1938
- Glossophaga soricina (Pallas, 1766)